# Дерда II
Дерда II (др.-греч.  Δέρδας; IV век до н. э.) — правитель Элимии (области в Верхней Македонии).

## Биография
Его отцом был Сирра, сын Дерды I. По всей видимости, матерью Дерды II была старшая дочь македонского царя Архелая, которую выдали замуж за правителя Элимии после окончания успешной войны Сирры и Аррабея II с Нижней Македонией.
В 382 году до н. э. началась война между Македонией и поддерживавшей ее Спартой, с одной стороны, и Халкидским союзом, возглавляемым Олинфом, с другой. Дерда II выступил на стороне союзников по призыву спартанского наварха Телевтия, брата спартанского царя Агесилая: «олинфяне уже покорили большую часть Македонии и не оставят в покой и остальной, меньшей, части, если не найдется никого, кто укротил бы их высокомерие».
В сражении с олинфянами хорошо обученные и вооруженные отборные всадники Дерды, находящиеся на левом фланге вместе со спартанцами, путем применения обходного маневра к городским воротам разгромили вражескую конницу, хоть и уступали ей в численности. Это во многом решило исход сражения, поначалу во многом неблагоприятно разворачивавшегося для союзников на их правом крыле и центре. Весной следующего года элимийцы вновь отличились, когда разбили вторгшийся на земли халкидской Аполлонии олинфский конный отряд и преследовали его на протяжении девяноста стадиев. Ксенофонт отмечает, что «в этом деле Дерд, как говорят, убил около восьмидесяти всадников», и что «с этих пор враги очень редко выходили из городских стен».
У Дерды II было двое сыновей, чьи имена упомянуты в исторических источниках: Дерда III и Махат. По всей видимости, дочерью Дерды II была Фила, ставшая одной из жен Филиппа II.